# Seleucië aan de Tigris
Seleucië (klemtoon op ci; Grieks: Σελεύκεια/Seleukeia; Latijn: Seleucia) aan de Tigris was een van de grotere steden tijdens de Hellenistische periode. Stichting, bloei en verval vielen in de periode van 307 v.Chr. tot 215 n.Chr. De stad werd beschouwd als de ‘koningsstad’ van het Rijk der Seleuciden. De stad is gelegen op de rechteroever van de Tigris, ten noorden van Babylon, tegenover de kleine stad Opis (het latere Ctesiphon) in Mesopotamië.

## Geografisch
Seleucië lag in de regio die door de geschiedenis heen vele malen het centrum van Mesopotamië vormde, het 'tweestromenland' dat wordt bevloeid door de Tigris en de Eufraat, afgebakend door het Taurus en Zagros gebergte in het oosten en de Syrische woestijnen in het westen. In diezelfde omgeving liggen ook het oudere Babylonië en het latere Bagdad.
Door het overstromen van de Tigris en Eufraat was de bodem vruchtbaar. Mineraalrijke grond werd uit de bergen meegebracht door het water. Na de overstromingen bleef deze grond liggen langs de oevers. Het vruchtbare gebied langs de rivieren was oorspronkelijk niet zo uitgestrekt, maar werd al heel vroeg door de mens uitgebreid door middel van irrigatie.
Het klimaat wordt gekenmerkt door afwisselend vochtige en uiterst droge periodes.
Gelegen aan de oevers van de Tigris en verbonden via een kanaal met de Eufraat was de ligging van Seleucië zowel geografisch, cultureel, economisch als politiek zeer strategisch.

## Economisch belang
Globaal gezien is Mesopotamië de schakel tussen de regio rond de Indische Oceaan, vandaaruit verbonden met het Verre Oosten, enerzijds en de regio van het Middellandse Zeegebied anderzijds. Door die strategische ligging in het hart van Mesopotamië, door de ligging aan de Tigris en door de verbinding via een kanaal met de Eufraat was Seleucië een belangrijk centrum voor de regionale handel en een cruciale schakel in de wereldhandel van die tijd. Zoals dat eerder het geval was in andere grote steden uit de Oudheid zoals Babylonië, kruisten de routes vanuit Centraal-Azië, Indië, Perzië en Afrika elkaar in Seleucië.

## Cultureel en archeologisch
Omstreeks 1929-30 werd de site van Seleucië aan de Tigris door een archeologisch team onder leiding van professor Leroy Waterman van de University of Michigan herontdekt. Men stootte op de site tijdens hun zoektocht naar de site van Opis (het latere Ctesiphon). De opgravingen werden uitgevoerd door de American School of Oriental Research of Bagdad met subsidies van het Toledo Museum of Art en het Cleveland Museum of Art.
Tijdens die opgravingen zijn meer dan 3500 archeologische objecten gevonden. Daaronder waren inscripties zoals een spijkerschrift tablet, fragmenten van Griekse inscripties, Parthische en Seleucidiche munten en honderden bitumen zegels of ‘bulae’. Ook kleine beeldjes, aardewerk en alledaagse voorwerpen werden in overvloed gevonden. In een buitenmuur uit de Parthische periode werd zelfs een hergebruikte baksteen van 821 v.Chr. uit de Neo-Babylonische periode gevonden.
De architectuur werd gekenmerkt door een mengeling van Griekse en Oosterse elementen.

## Politieke geschiedenis
Seleucië is gesticht door Seleucus I Nicator, heerser van Babylonië vanaf 312 v.Chr. na de dood van Alexander de Grote. De stichtingsdatum van de stad was waarschijnlijk 307 v.Chr., maar daar is enige onenigheid en twijfel over. Seleucus I wenste liever een nieuwe en vooral Griekse stad in plaats van het oude uitgeleefde Babylonië als hoofdstad van zijn nieuwe rijk. In Babylonische documenten wordt dan ook over de ‘koninklijke stad’ gesproken. De nieuwe stad werd bevolkt met Macedoniërs en Grieken; ook Syriërs en Joden verkregen het burgerschap. De stad trok daarnaast ook veel inheemse oosterlingen aan zoals Babyloniërs.
De stad werd het centrum van de hellenistische cultuur in de regio en werd de geboortestad van veel Griekse schrijvers zoals Diogenes van Babylon. De stad zelf was in omvang vergelijkbaar met Alexandrië en groter dan Antiochië. Volgens Plinius telde de stad 600.000 inwoners.
In Seleucië werden de koninklijke munten geslagen, maar de stad zelf had ook autonome munten. Op die munten werd Tyche rug aan rug of de Tigris en andere symbolen afgebeeld.
Seleucië werd het hoofddoelwit van de opstand van Mollon, de satraap van Medië. De stad werd verdedigd door Zeuxis, maar werd snel ingenomen na de overwinning van Mollon op Xenoites. Na de overwinning van Antiochus III op Mollon werd de stad zwaar aangepakt door Hermeias om achteraf gratie te verkrijgen van de koning. Dit was een harde klap voor de stad.
Antiochus IV Epiphanes kon nog de macht over het oosten opnieuw herstellen, maar na zijn dood in 163 v.Chr. ging het heel snel achteruit met het Rijk der Seleuciden, wat nog werd versneld door de intriges van de Romeinen.
De stad werd toen nog eens ingenomen door Timarchos tijdens de opstand van 162 v.Chr., waardoor Timarchos voor zichzelf de koningstitel kon opeisen, gesteund en erkend door de Romeinen. Die opstand werd neergeslagen door Demetrius I, die door de inwoners Demetrius I Soter (de ‘redder’) werd genoemd. Ondertussen werd de druk van de Parthen, een volk dat bij de Grieken uit de regio niet geliefd was, steeds groter.
Tijdens de Parthische Oorlogen veranderde de stad driemaal van kamp en werd na de dood van Antiochus VII door Phraates II, koning der Parthen, bedreigd met zware straffen. De stad werd toen hardhandig geregeerd door zijn gouverneur Himeros. De klassieke auteur Strabo merkt in deze context op dat Seleucië toen niet de hoofdstad van de Parthen was, en Plinius meent dat in die tijd de stad nog steeds een Griekse stad was met een grote bevolking.
Tijdens de vele oorlogen tussen de Romeinen en de Parthen slaagde Seleucië er in om zich los te rukken van de Parthische heerschappij. De stad werd in 116 n.Chr. ingenomen door Trajanus. In de oorlog van Marcus Aurelius en Lucius Verus tegen de Parthen werd Seleucië ingenomen door Avidius Cassius in 164 n.Chr. Volgens Plinius deden de Romeinen daarop iets wat de Parthen nooit hadden durven doen: ze brandden de grote Grieks stad met zijn 300.000 inwoners plat. Dit betekende het definitieve einde van de stad en het hellenisme in de regio. Er werd toen gezegd dat de grote plaag die het Romeinse Rijk in de jaren daarna teisterde, ontsproten was uit de ruïnes van het vernietigde Seleucië.
De Kerk van het Oosten had haar basis in Seleucië. Rond 780 werd bisschop Timoteus patriarch (of katholikos) van deze kerk en zijn rol kan vergeleken worden met die van Karel de Grote in het Westen. Zijn invloed was binnen de christelijke wereld van die tijd veel groter dan die van de paus in Rome en vergelijkbaar met de rol van de oosters-orthodoxe patriarch van Constantinopel. De toegang tot de klassieke kennis en wetenschap lag in die tijd op een niveau dat voor de westerse wereld tot de dertiende eeuw onbereikbaar was. Misschien wel een kwart van de christenen op aarde zag in Timoteus zowel een geestelijk als een politiek leider. Deze invloedrijke cultuur aan de oostgrens van het Romeinse Rijk bleef tot en met de dertiende eeuw behouden en in de late middeleeuwen deed dit gebied, het huidige Irak, niet onder voor Frankrijk, Duitsland of zelfs Ierland als cultureel en geestelijk centrum van het christendom. Talrijke prachtige kerken en kloosters, de enorme geleerdheid en spiritualiteit van de gelovigen getuigden hiervan, zoals blijkt uit verslagen van reizigers uit die tijd.